# Железница (Орловская область)
Железница — деревня в Мценском районе Орловской области России. Входит в состав Воинского сельского поселения.

## География
Деревня находится в северной части Орловской области, в лесостепной зоне, в пределах центральной части Среднерусской возвышенности, при железнодорожной линии Тула I — Орёл, на расстоянии примерно 11 км (по прямой) к юго-западу от Мценска, административного центра района. Абсолютная высота — 195 м над уровнем моря. К востоку от населённого пункта проходит федеральная автотрасса М2.
Климат
Климат характеризуется как умеренно континентальный с умеренно морозной зимой и теплым, иногда жарким летом. Средняя многолетняя температура самого холодного месяца — января, составляет −9,4 °С, температура самого теплого +19 °С.
Часовой пояс
Деревня Железница, как и вся Орловская область, находится в часовой зоне МСК (московское время). Смещение применяемого времени относительно UTC составляет +3:00.

## Население
| 2010 |
| ---- |
| 45   |

Половой состав
По данным Всероссийской переписи населения 2010 года, в гендерной структуре населения мужчины составляли 51,1 %, женщины — соответственно 48,9 %.
Национальный состав
Согласно результатам переписи 2002 года, в национальной структуре населения русские составляли 98 % из 51 чел.

## Улицы
- ул. Дачная,
- ул. Железнодорожная,
- ул. Лесная[7].